# Boz Scaggs (musikalbum)
Boz Scaggs är ett musikalbum av Boz Scaggs som utgavs 1969 av skivbolaget Atlantic Records. Skivan marknadsfördes när den utgavs som Scaggs debutalbum, men han hade redan 1965 spelat in ett album i Sverige med titeln Boz som bara kom ut i begränsad upplaga. Albumet fick bra kritik när det gavs ut, och bland annat Duane Allmans gitarrspel på skivan uppmärksammades. Det blev däremot inte någon större framgång hos skivpubliken, även om det nådde plats 171 på amerikanska Billboard 200-listan.
Albumet togs med på magasinet Rolling Stones lista The 500 Greatest Albums of All Time på plats 496.

## Låtlista
(låtar utan angiven upphovsman komponerade av Boz Scaggs)
1. "I'm Easy" (Boz Scaggs, Barry Beckett) - 3:05
2. "I'll Be Long Gone" - 4:13
3. "Another Day (Another Letter)" - 2:53
4. "Now You're Gone" - 3:47
5. "Finding Her" - 3:56
6. "Look What I Got" (Charles Chalmers, Donna Rhodes) - 4:10
7. "Waiting for a Train" (Jimmie Rodgers) - 2:40
8. "Loan Me a Dime" (Fenton Robinson) - 12:30
9. "Sweet Release" (Scaggs, Beckett) - 6:13